# Ada Nicodemou
Ada Nicodemou (en griego: Άντα Νικοδήμου; Auburn, Sídney; 14 de mayo de 1977) es una actriz australiana, más conocida por haber interpretado a Katerina Ioannou en la serie Heartbreak High y actualmente por dar vida a Leah Patterson Baker en la serie australiana Home and Away.

## Biografía
Ada tiene un hermano llamado Costa Nicodemou.
Es amiga de la actriz Rebecca "Bec" Cartwright y fue su dama de honor en su boda con el tenista Lleyton Hewitt. También es buena amiga de la actriz Lynne McGranger.
En 2002 salió con el actor australiano Danny Raco (quien interpretó a su hermano Alex Poulos en Home and Away).
En agosto de 2006 anunció que estaba comprometida con el restaurador Chrys "Zippo" Xipolitas y el 17 de febrero de 2007 se casaron. A la boda asistieron los actores Chris Hemsworth, Ray Meagher, Holly Brisley y Tim Campbell, todos compañeros en Home and Away, entre otras celebridades. La pareja se separó brevemente en 2010, pero poco después regresaron, sin embargo al siguiente mes la pareja se reconcilió. Ada es madrastra de Taylah Xipolitas hija de una relación anterior de Chrys.
A finales de febrero de 2012 la pareja anunció que estaban esperando a su primer bebé juntos en agosto, el cual se hizo por fertilización in vitro. El 22 de agosto de 2012 la pareja le dio la bienvenida a su primer hijo juntos, Johnas Chrys Xipolitas. En marzo de 2014 la pareja anunció que estaban esperando otro bebé, lamentablemente el 7 de agosto de 2014 la actriz anunció que su segundo hijo al que habían llamado Harrison Xipolitas, había nacido muerto.
Desde 2016 sale con el empresario Adam Rigby.

## Carrera
En 1995 interpretó a Anastasia Skouras en la serie Police Rescue, Anastasia llegó para reemplazar a la recepcionista Sharyn Elliot.
Entre 1994 y 1997 interpretó a la testaruda estudiante Katerina Ioannou en la serie Heartbreak High. Al final Kat y Charlie Byrd se fueron de Heartbreak.
Entre 1998 y 2000 ha participado en series como Breakers, Pizza y en la serie norteamericana BeastMaster donde interpretó a una ninfa de agua. 
En 1999 apareció en la película Matrix protagonizada por Keanu Reeves.
En 2005 participó en la tercera temporada del programa Dancing with the Stars, junto a su compañero el bailarín profesional Aric Yegudkin y ganó la competencia derrotando a la periodista Chris Bath. A finales del mismo año participó en el especial Campeón de Campeones y ganó derrotando al presentador Tom Williams.
En 2000 se unió al elenco de la serie australiana Home and Away donde interpreta a la leal y amable griega Leah Patterson-Baker, hasta la actualidad. Leah es una madre soltera con un gran corazón y defiende lo que cree. Por su interpretación ha sdo nominada ha varios premios silver y logie en los TV Week Logie Awards.
Leah es uno de los personajes con más duración en la serie junto a Alf Stewart, interpretado por el actor Ray Meagher.
En 2012 se convirtió en la presentadora del programa Please Marry My Boy.

## Filmografía

### Series de televisión
| Año           | Serie              | Personaje              | Notas                          |
| ------------- | ------------------ | ---------------------- | ------------------------------ |
| 2000-presente | Home and Away      | Leah Patterson-Baker   | 1,472 episodios                |
| 2000          | Pizza              | Oficial de Policía     | episodio "Crime Pizza"         |
| 2000          | BeastMaster        | La Nymph               | episodio "Riddle of the Nymph" |
| 1998          | Breakers           | Fiona Motson           | tv serie                       |
| 1994-1997     | Los rompecorazones | Katerina "Kat" Ioannou | 89 episodios                   |
| 1995          | Police Rescue      | Anastasia Skouras      | 12 episodios                   |

### Películas
| Año  | Título     | Personaje    | Notas                                                               |
| ---- | ---------- | ------------ | ------------------------------------------------------------------- |
| 2007 | Almost     | Trixie Hhart | junto a Tony Barry, Danny Raco, Salvatore Coco & Michael Piccirilli |
| 1999 | The Matrix | Dujour       | junto a Marc Aden Gray                                              |

### Teatro
| Año  | Obra                | Personaje | Director      | Teatro            | Notas                                                                  |
| ---- | ------------------- | --------- | ------------- | ----------------- | ---------------------------------------------------------------------- |
| 2009 | The Show Must Go On | -         | Kathi Kokori  | Sidetrack Theatre | junto a Barbara Gouskos, Chris Argirousis & Athanasia Costa            |
| 2002 | Macbett             | -         | Chris Burnham | Newtown Theatre   | junto a Salvatore Coco, Adriana Nunez, Michael Piccirilli & Ross Sharp |

### Presentadora y apariciones

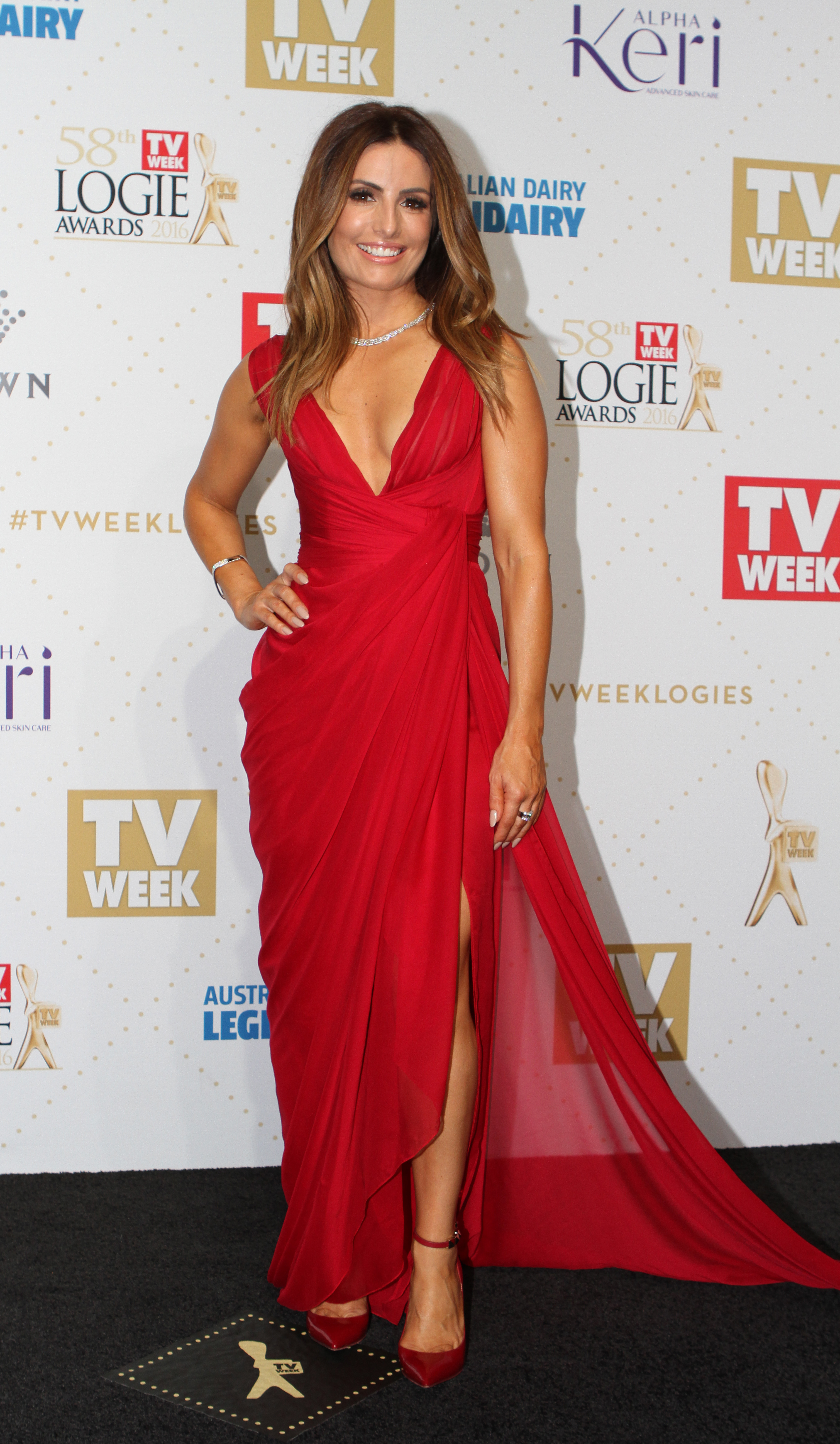
Ada durante la entrega de los premios Logie en el 2016.

| Año         | Programa                                          | Notas                                         |
| ----------- | ------------------------------------------------- | --------------------------------------------- |
| 2021        | Dancing with the Stars Australia                  | participante                                  |
| 2012        | Please Marry My Boy                               | presentadora                                  |
| 2009        | Beauty and the Geek Australia                     | juez - episodio # 1.5                         |
| 2009        | Big Night In                                      | -                                             |
| 2008        | Telethon                                          | episodio del 13 de octubre                    |
| 2007        | Good as Gold!                                     | presentadora - episodio "Our Aussie Bloopers" |
| 2006        | Emirates Melbourne Cup Day                        | -                                             |
| 2006        | Saturday Disney                                   | -                                             |
| 2005 - 2006 | Dancing with the Stars                            | 12 episodios - concursante (ganadora)         |
| 2005        | Good Food Live                                    | episodio del 30 de junio                      |
| 2004        | Royal Children's Hospital Good Friday Appeal 2004 | -                                             |
| 2002        | The Weakest Link                                  | episodio "Celebrity Special"                  |

## Premios y nominaciones
| Año  | Categoría                   | Premio                  | Serie         | Resultado |
| ---- | --------------------------- | ----------------------- | ------------- | --------- |
| 2011 | Best Daytime Star           | Inside Choice Award     | Home and Away | Nominada  |
| 2010 | Best Daytime Star           | Dolly Teen Choice Award | Home and Away | Nominada  |
| 2010 | Most Popular Actress        | Silver Logie Award      | Home and Away | Nominada  |
| 2009 | Best Actress                | Inside Soap Award       | Home and Away | Nominada  |
| 2006 | Most Popular Actress        | Silver Logie Award      | Home and Away | Nominada  |
| 2002 | Most Popular Actress        | Silver Logie Award      | Home and Away | Nominada  |
| 2001 | Notably for the Performance | Gold Logie Award        | Home and Away | Nominada  |